# Pandavgarh
Pandavgarh o Fort de Pandu és una fortalesa de Maharashtra al districte de Satara a uns 6 km al nord-oest de Wai. Hauria estat construïda pel raja silahara Bhoj II de Panhala (1178-1193). El 1648 pertanyia al sultanat de Bijapur i el 1673 va passar a mans de Sivaji. El 1701 es va rendir junt amb Chandan Vandan a Aurangzeb. El 1713 Balaji Viswanath, després el primer peshwa maratha, que perseguia al general maratha o senapati Chandrasen Jadhav, va arribar a Pandavgarh i fou assetjat aquí per les tropes del seu rival que es va retirar quan el raja Shahu va ordenar a les seves tropes avançar sobre Satara. Durant la revolta de Trimbakji Denglia de 1817, Pabdavgarh fou presa pels rebels. Es va rendir l'abril de 1818 a un regiment d'infanteria nativa dirigit pel major Thatcher. A la rodalia, al poble de Dhavdi, hi ha algunes coves excavades a la roca.